# Khamtanga
El khamtanga és una llengua cuixítica etiòpica parlada per uns 143.000 individus del poble khamir (cens 1998) al districte d'Avergele i a les zones de Lasta i de Waag, al nord de la Regió Amhara, i que s'agrupa amb el bilin del nord i amb el qimant i el qwara a l'oest per formar l'agaw septentrional, branca del cuixític central oposada a l'agaw meridional, representat per l'awngi.